# Kolā Rūdbār
Kolā Rūdbār (persiska: كَلا رودبار, كلا رودبار) är en ort i Iran.   Den ligger i provinsen Mazandaran, i den norra delen av landet, 210 km öster om huvudstaden Teheran. Kolā Rūdbār ligger 870 meter över havet och antalet invånare är 229.
Terrängen runt Kolā Rūdbār är lite bergig. Runt Kolā Rūdbār är det ganska tätbefolkat, med 108 invånare per kvadratkilometer. Närmaste större samhälle är Valāmdeh, 5,6 km öster om Kolā Rūdbār. I omgivningarna runt Kolā Rūdbār växer i huvudsak blandskog.